# Марфо-Мариинский монастырь (Ира)
Марфо-Мариинский женский монастырь — православный монастырь в селе Ира городского округа город Кумертау Башкортостана.
Адрес: 453315 Россия, Башкортостан, городской округ город Кумертау, с. Ира, ул. Церковная, 9.

## Основание и развитие
Основан в начале XX века.
В 2001 году в селе Ира создана Марфо-Мариинская обитель милосердия для престарелых, бездомных, детей всех возрастов. Обитель создана по примеру обители святой великой княжны Елизаветы в Москве.
В 2001 году архиепископ Уфимский и Стерлитамакский Никон (Васюков) освятил восстановленный Свято-Софийский храм в монастыре.
В состав монастыря входит Покровский храм (архитектор М. Е. Приемышев) построенный в 1909—1914 годах на средства московского фабриканта Павла Николаевича Сусоколова, который приезжал на кумысолечение от астмы в село Ира, и его сестры Софии.
11 июня 2006 года в праздник Святой Троицы в Марфо-Мариинском женском монастыре Кумертауского района Уфимской епархии Архиепископ Уфимский и Стерлитамакский Никон совершил чин канонизации в лике местночтимых святых преподобной Зосимы Еннатской.

## Духовенство
Игумения монахиня Серафима (Белоусова)
Настоятельница Схиигумения Серафима (Мишура) 11.04.2006 — 26.02.2022
Игумен Лука (Выштыкалюк) Духовник
Протоиерей Владимир (Белявцев) Старший священник
Дьякон Евгений (Кувайцев)

## Фотогалерея

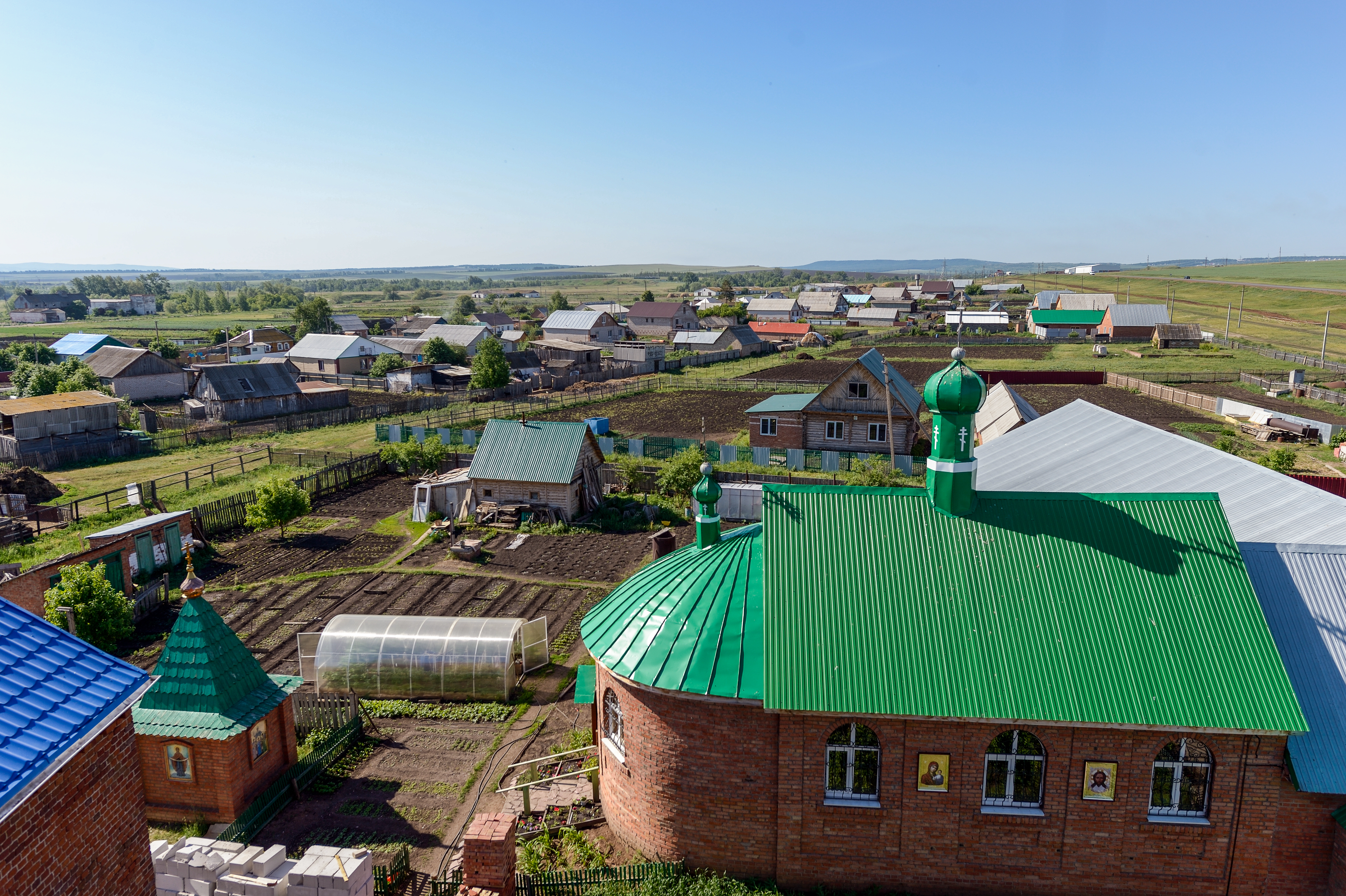
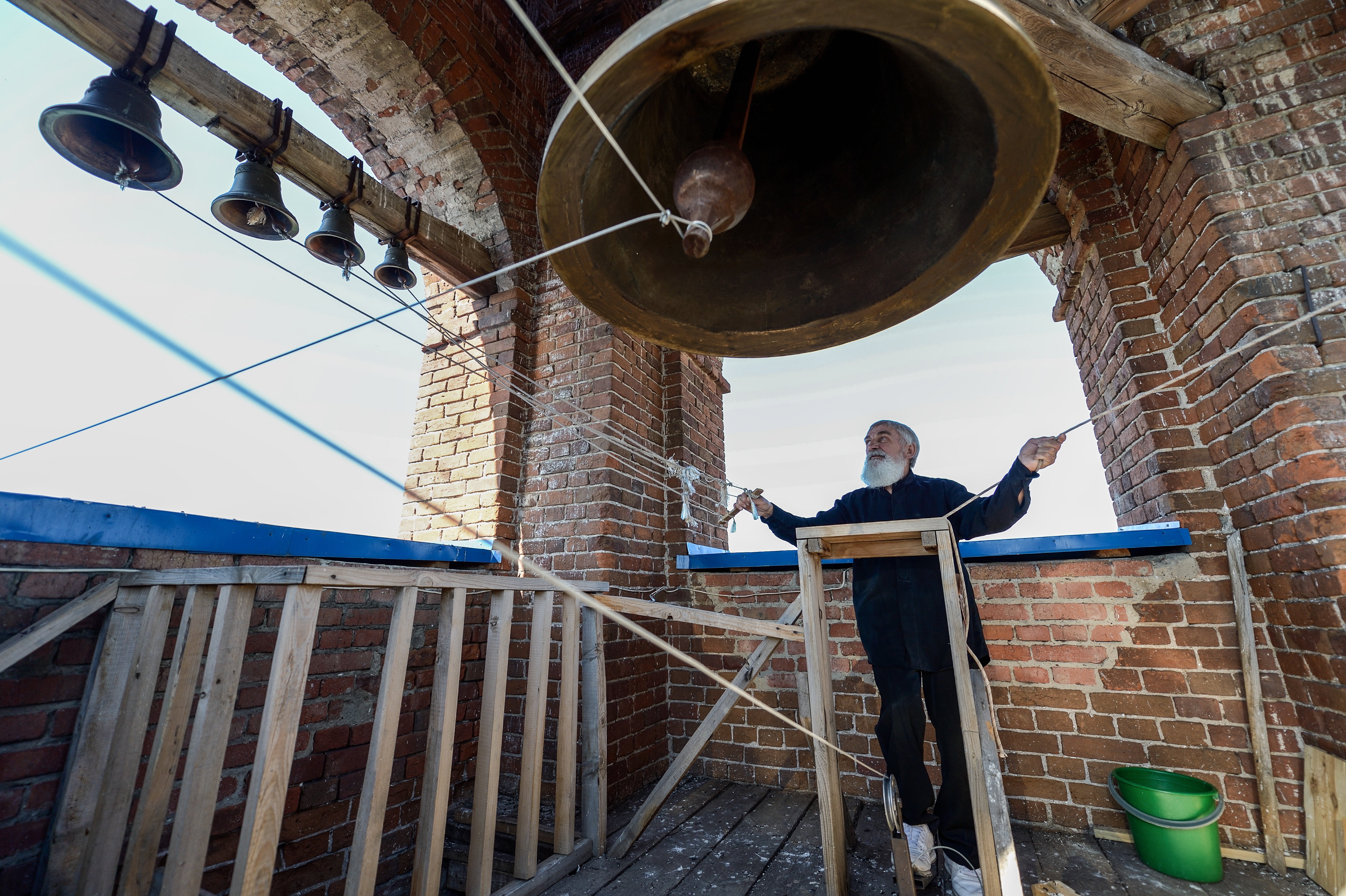
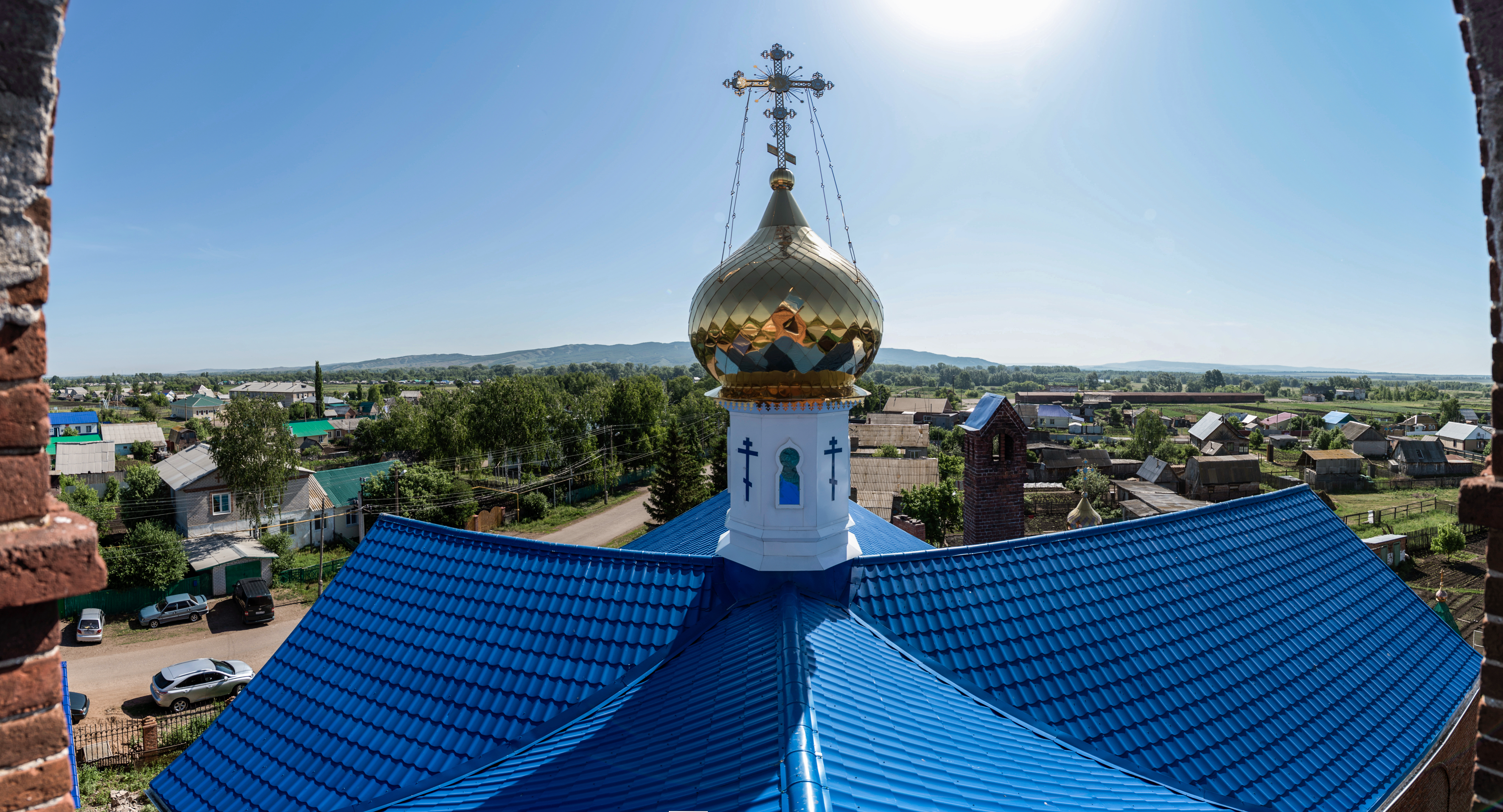
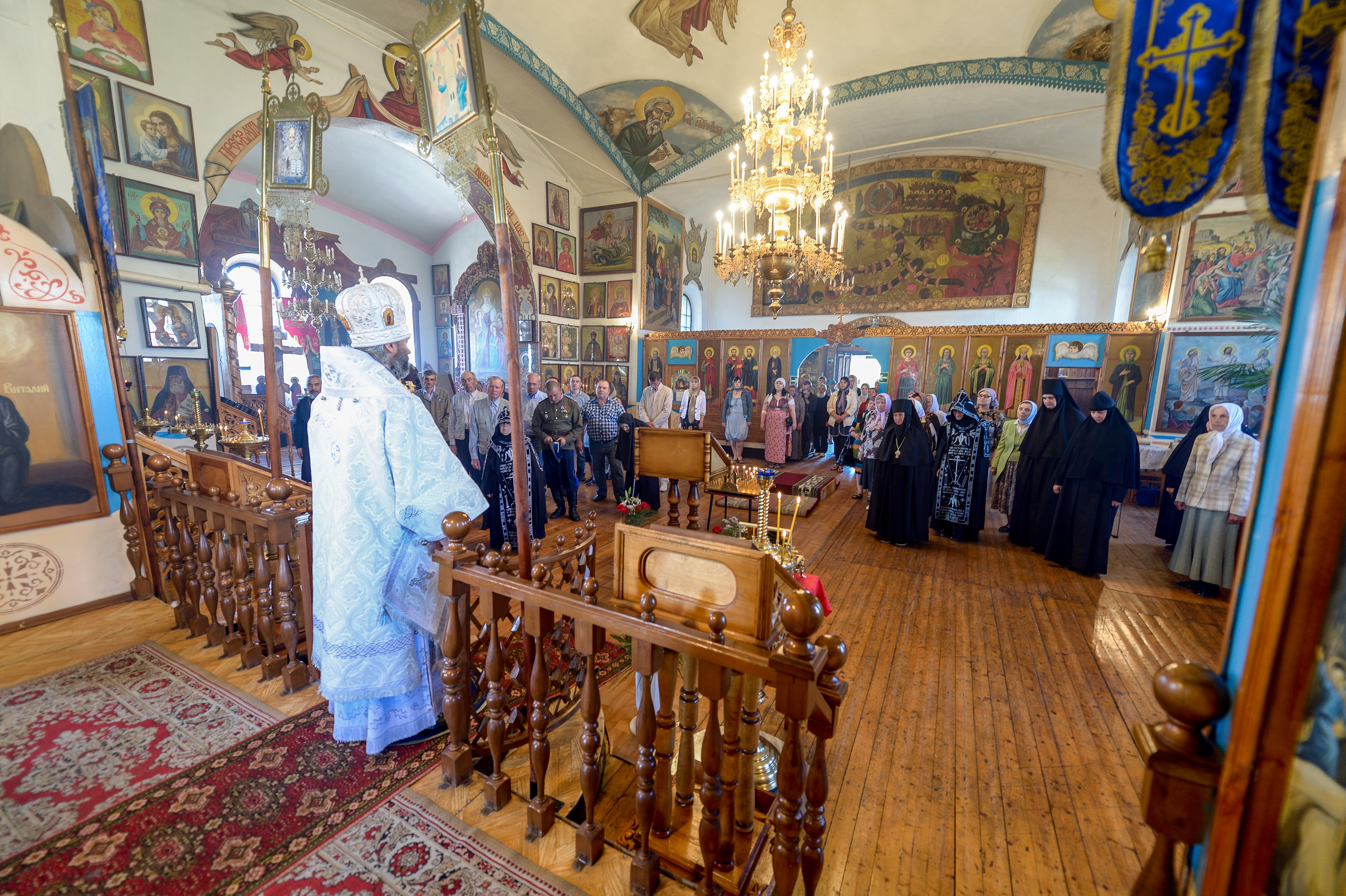
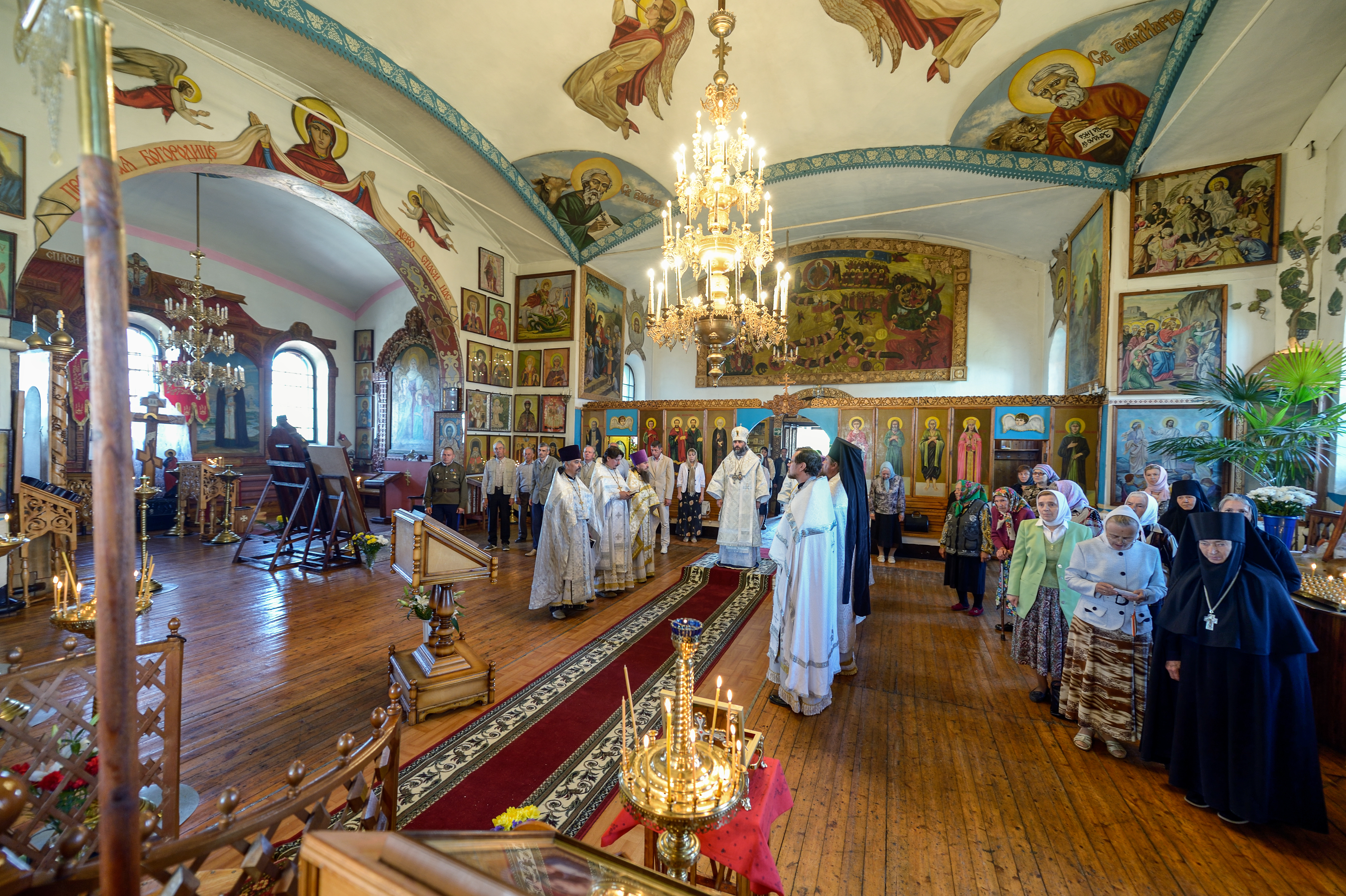
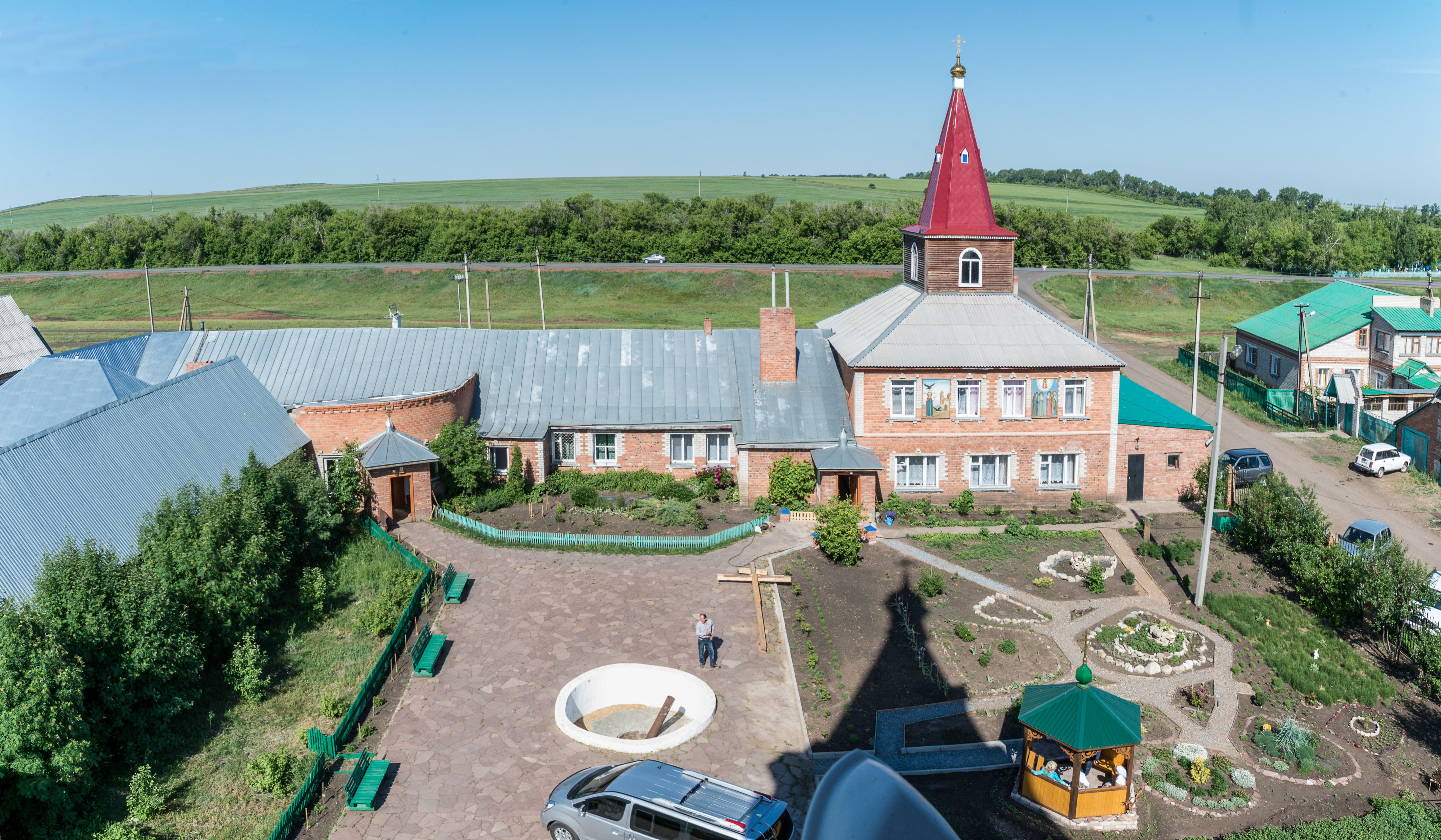
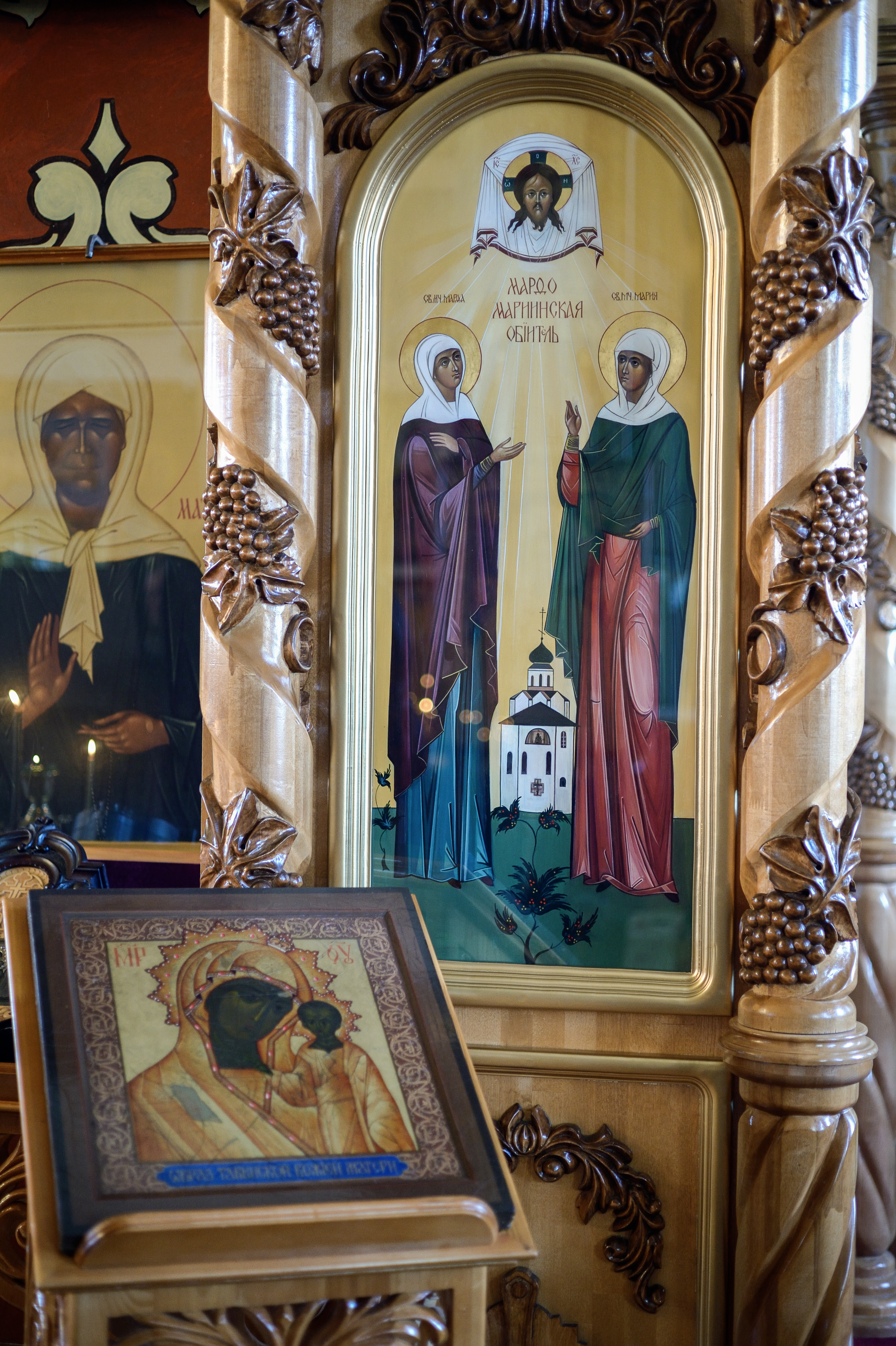
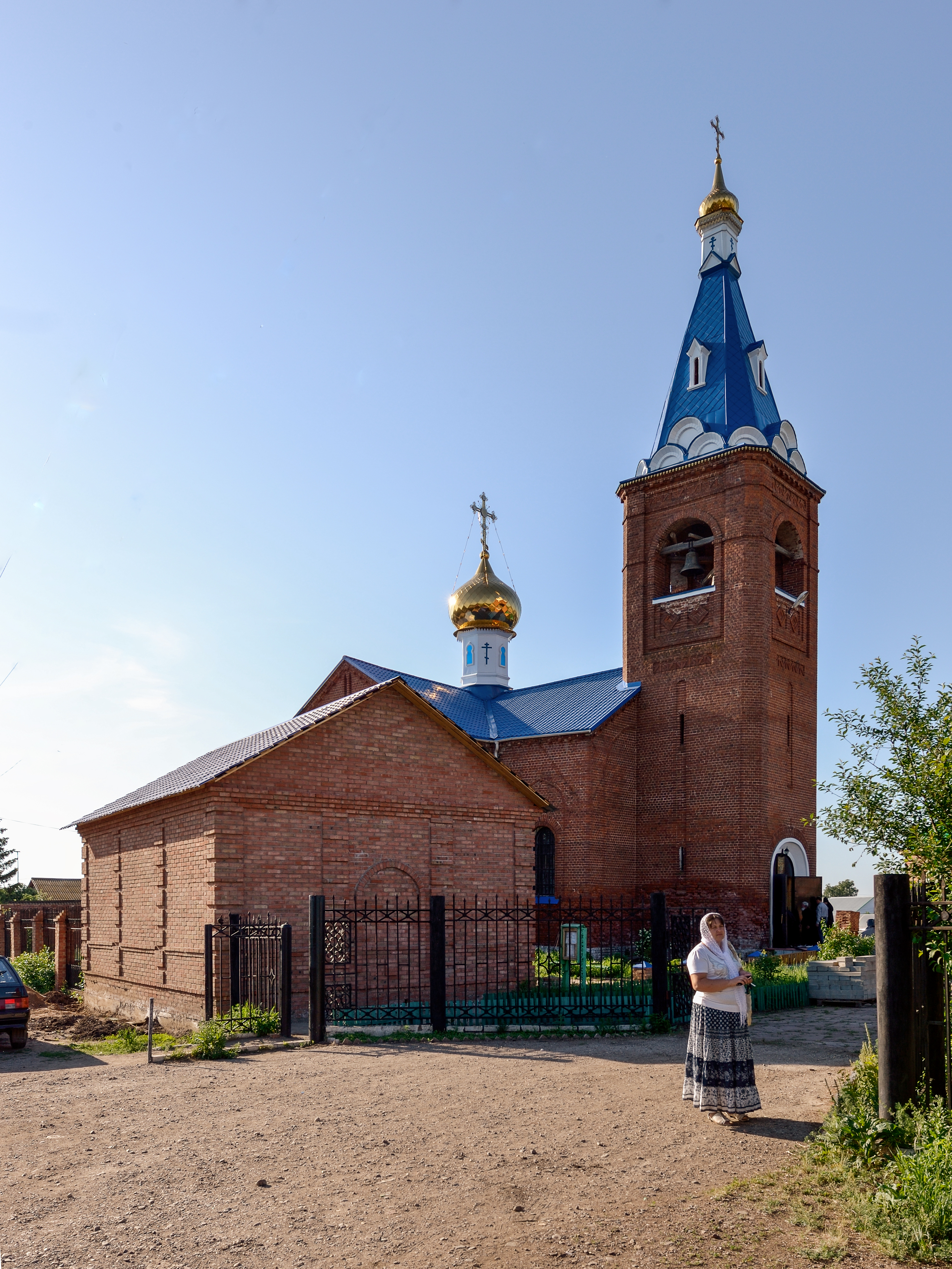